# Frauenklinik an der Maistraße

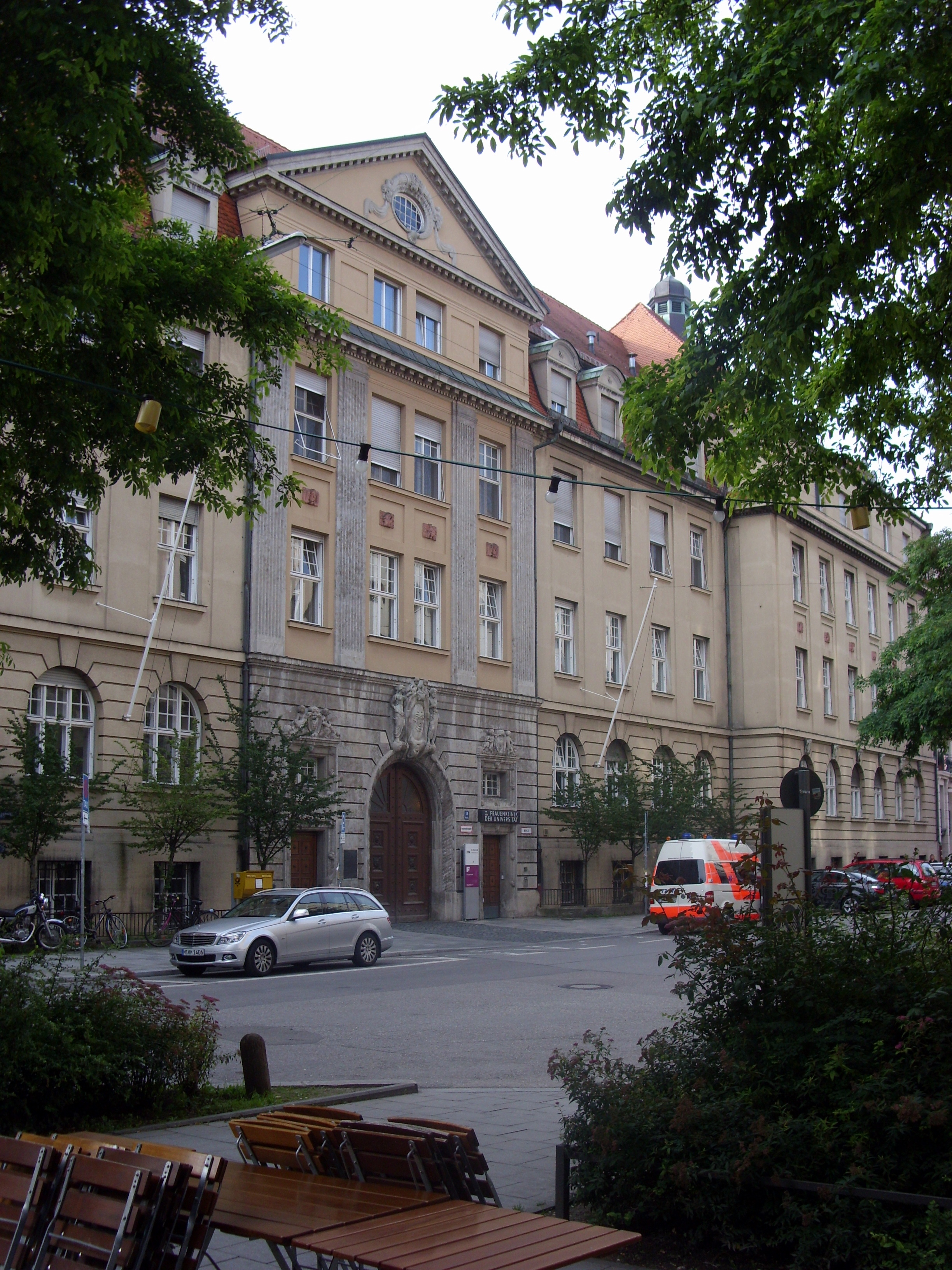
Die Frauenklinik an der Maistraße

Die Klinik und Poliklinik für Frauenheilkunde und Geburtshilfe Campus Innenstadt (frühere Bezeichnungen I. Universitätsfrauenklinik und Königliche Universitätsfrauenklinik und Hebammenschule) war eine Geburtsklinik und ein international anerkanntes Zentrum zur Behandlung von gynäkologischen Krebserkrankungen in München. Am 15. Juni 2021 begann der Umzug in einen Neubau in der Ziemssenstraße 5 und nach Großhadern.

## Geschichte
Das Lehrkrankenhaus in der Maistraße (Klinikviertel in der Isarvorstadt), das Teil der Medizinischen Fakultät der Ludwig-Maximilians-Universität München ist, wurde auf Betreiben des Frauenarztes Albert Döderlein 1916 von Ludwig III. als Königliche Universitätsfrauenklinik und Hebammenschule eröffnet, da die bisherige Frauenklinik an der Sonnenstraße 24–26 nicht mehr den aktuellen hygienischen und räumlichen Erfordernissen entsprach.
Die Gebäude wurden von dem Architekten und Leiter des Bauamts der Universität Theodor Kollmann in Zusammenarbeit mit Albert Döderlein im neuklassizistischen Stil geplant. Das Gebäude bildet mit dem benachbarten Gebäude in der Frauenlobstraße einen Vierflügelkomplex mit zwei Innenhöfen.
In den 1930er Jahren zählte die Frauenklinik auf dem Gebiet der Strahlentherapie gynäkologischer Karzinome zu den besten der Welt.
Im Rahmen der Umsetzung des Gesetzes zur Verhütung erbkranken Nachwuchses wurden hier zwischen 1934 und 1944 über 1300 Frauen zwangssterilisiert. Im Jahre 2000 wurde für diese Frauen eine Gedenktafel angebracht.
Die von Bombardierungen weitgehend verschonte Frauenklinik diente dann in den Nachkriegsjahren verschiedenen anderen Kliniken als Ausweichstandort, bis sie ab 1956 wieder zur reinen Frauenklinik wurde. Heute ist dort neben einer Tagesklinik für die Krebstherapie auch eine Geburtsklinik mit neonataler Intensivstation untergebracht.

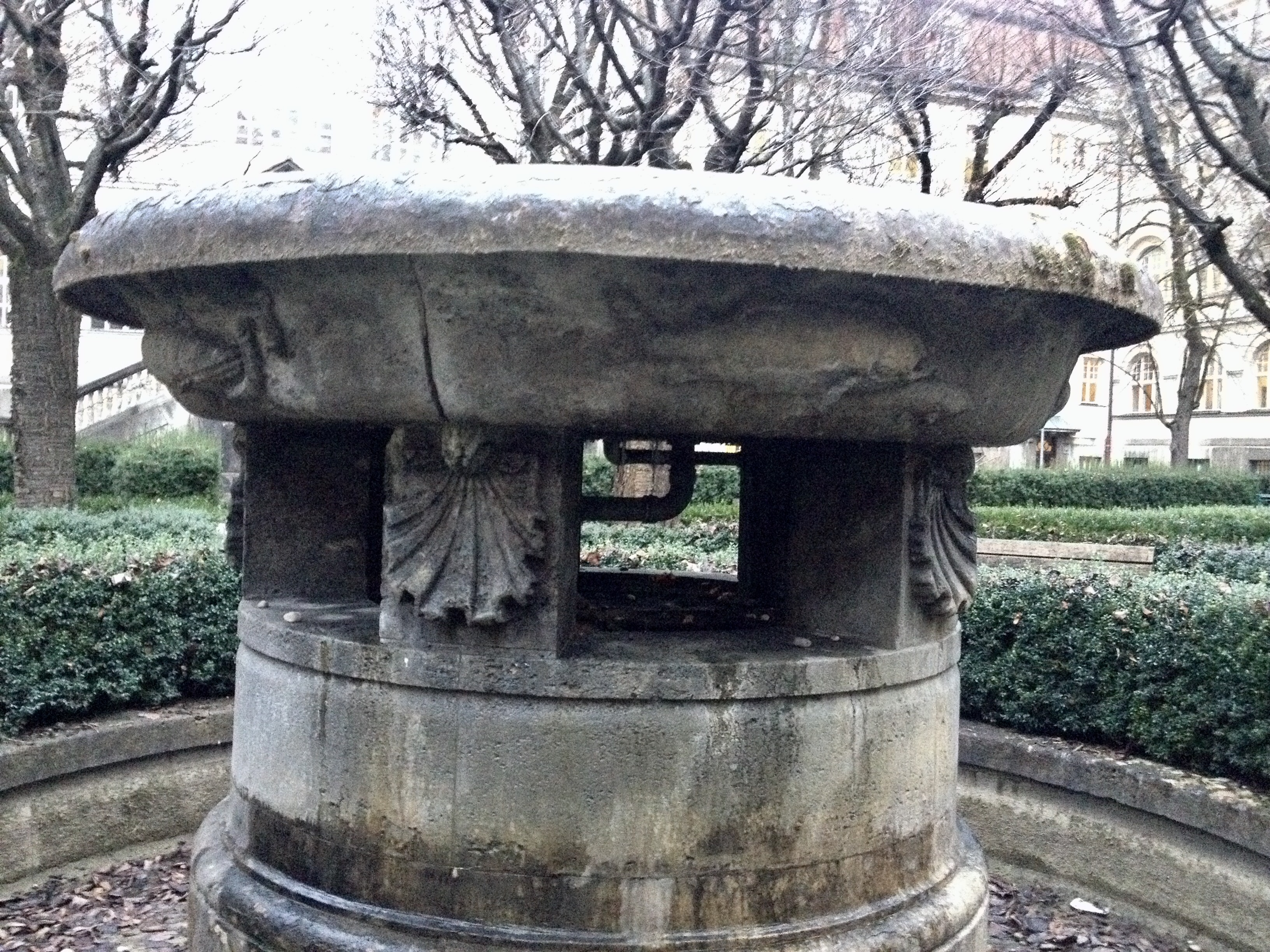
Muschelkalkbrunnen im Innenhof der Klinik

Im Klinikinnenhof steht ein Muschelkalkbrunnen, der einst zur Kühlung des Hörsaales über ein unterirdisches Leitungssystem diente.
Am 15. Juni 2021 ist das Perinatalzentrum Innenstadt und Ambulanz für Notfälle in der Schwangerschaft aus der Maistraße 11 in den Neubau der LMU Klinikum Innenstadt in der Ziemssenstraße 5 und die gynäkologischen Stationen an den Standort Großhadern umgezogen. Alle gynäkologischen Ambulanzen der Innenstadt inklusive der Sprechstunden, Mammadiagnostik und auch unserer onkologische Tagesklinik bleiben bis auf Weiteres in der Maistraße 11.
Das Gebäude in der Maistraße soll in der Folge kernsaniert werden und anschließend die bisher auf verschiedene Standorte verstreute Fakultät für Mathematik (Theresienstraße 39), Informatik (Oettingenstraße 67, Frauenlobstraße 7a) und Statistik (Ludwigstr. 33) der LMU zusammenführen.